# République de Dantzig
Ne doit pas être confondu avec Ville libre de Dantzig (1920-1939).
1807–1815
Entités précédentes :
- Province de Prusse-Occidentale ( Royaume de Prusse)

Entités suivantes :
- Province de Prusse-Occidentale ( Royaume de Prusse)

La République de Dantzig, parfois appelée Ville libre de Dantzig, est un État semi-indépendant créé par l'empereur Napoléon Ier au traité de Tilsit le 9 septembre 1807, pendant les guerres napoléoniennes à la suite de la prise de la ville après le siège de Dantzig de mai 1807.

## Historique
Le territoire de la République de Dantzig a été formé à partir des terres saisies au royaume de Prusse, constitué de l’actuelle ville de Gdańsk, ainsi que de ses possessions rurales de l'embouchure de la Vistule, la péninsule de Hel et la moitié sud de l'isthme de la Vistule.
Les forces russes assiégèrent la ville de la fin janvier au 29 novembre 1813, et les forces françaises d'occupation se retirèrent le 2 janvier 1814. Au congrès de Vienne, Dantzig fut réincorporée dans le royaume de Prusse où son statut de capitale de district et de province de Prusse occidentale n'en a pas moins considérablement réduit son autonomie traditionnelle.

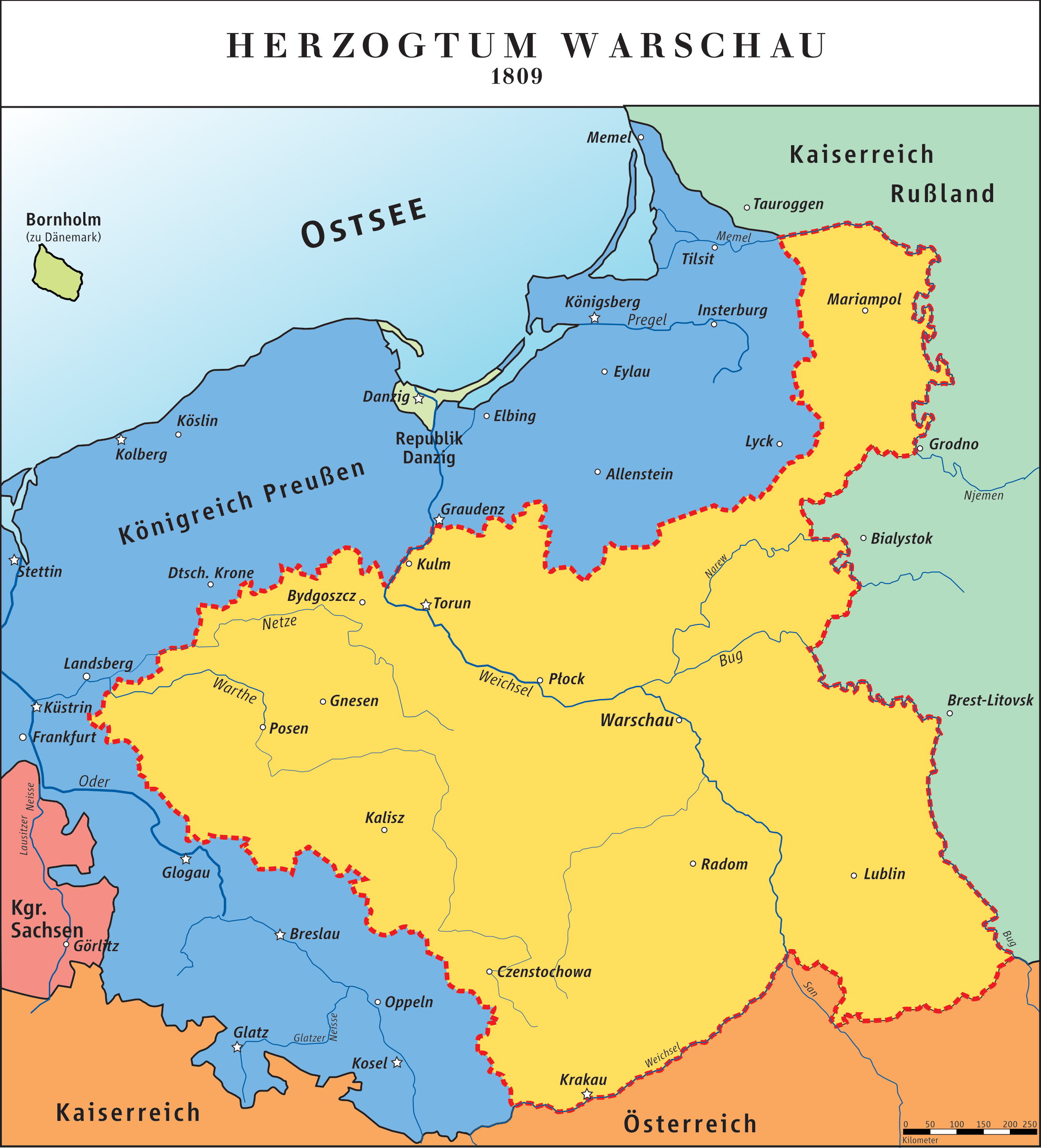
Carte de la République de Dantzig sur la mer Baltique avec le Royaume de Prusse et le Duché de Varsovie au sud.